# Пищулин, Юрий Петрович
Пищулин, Юрий Петрович (4 ноября 1936, Харьков – 29 мая 2014, Москва) — советский и российский культуролог, литературовед, кандидат филологических наук (1970), музейный эксперт, первый руководитель лаборатории музееведения ГЦМСИР в 1978–1983 годах, один из создателей фестиваля «Интермузей», главный редактор журнала «Советский музей» в 1983–1993 годах, с 1993 по 2014 год — главный редактор журнала «Мир Музея».

## Биография
Из семьи погибшего (1942) участника Великой Отечественной войны и работницы Харьковского тракторного завода. Окончил филологический факультет ЛГУ (1959); в числе учителей — доктор филолгических наук, профессор Г.П. Макогоненко, муж поэтессы Ольги Берггольц.
С 1960 жил и работал в Москве. Заведуюший филиалом Государственного литературного музея (филиал  литературы XIX века) в «Нарышкинских палатах» Высоко-Петровского монастыря.
Автор работ по русской литературе XIX века, в частности о жизни, творчестве и иконографии М.Е. Салтыкова-Щедрина, И.С. Тургенева, и др.;
автор-составитель (совместно с Е.Г. Вансловой) альбома «Литературные места России» (М., 1987), один из авторов альбома «Гоголь. Тургенев. Достоевский: когда изображение служит слову» (М., 2015).
В 1970–80-х годах изучая музейную теорию и практику, одним из первых среди отечественных исследователей (наряду с А.М. Разгоном и Д.А. Равикович) поставил и сформулировал проблему социальных функций музея. Был в числе авторов сборников информационно-методичических научных трудов «Музейное дело в СССР». Возглавляя отдел музеологии НИИ культуры Министерства культуры РСФСР (позднее Научно-исследовательский институт Музееведения), силами этого учреждения провел первое отечественное комплексное социологическое исследование «Музей и посетитель» (1970-е – начало 1980-х годов).
В 1978–1983 годы возглявлял лабораторию музееведения, созданную на базе Центрального музея революции СССР в целях проведения научных исследований методологии, теории и методики основных направлений музейной деятельности, истории и организации музейного дела страны, разработки и внедрения современных научных принципов в музейную практику.
Под руководством Пищулина подготовлены «Краткий словарь музейных терминов» (около 200 терминов; М., 1974) и словарь «Музейные термины» (около 600 терминов; М., 1986). В 1983 возобновил регулярный выход журнала «Советский музей» (основаного в 1931 году и закрытого в 1940 году; с 1993 журнал носит название «Мир Музея») — одного из старейших специализированых музееведческих периодических изданий; стал его главным редактором и идеологом на более чем 30 лет (1983–2014). Благодаря определяемым Пищулиным и реализуемым под его руководством принципам журнал способствовал развитию отечественного музейного дела, разработке методологии коллекционирования, хранения, репрезентации и актуализации культурного наследия, в том числе литературного наследия, осмыслению музейного дела как важной сферы культурной деятельности и общественной жизни, стимулированию музейной потребности и интереса к музейным профессиям.
Являлся членом редакционной коллегии «Российской музейной энциклопедии» (в 2 томах М., 2001). Вместе с Татьяной Кибальчич, генеральным директором Центра культурных программ, информации и культурно-туристских проектов «Москва-Медиа-Тур», стал автором и организатором ежегодного Международного музейного фестиваля «Интермузей» (проводится с 1999); разработал его положение и устав, предлагал разные форматы его проведения.
Скончался 29 мая 2014 года в Москве. Похоронен на погосте в деревне Каблуково Щёлковского района Московской области.
В 2015 году редакция журнала «Мир Музея» в память о своём главном редакторе учредила премию имени Ю.П. Пищулина, которая даёт возможность музеям и творческим союзам обратить на себя внимание, привлечь различные группы посетителей, а также разнообразить экспозицию. В разные годы лауреатами премии становились директора и сотрудники таких организаций, как «Исаакиевский собор» (Сергей Окунев, хранитель фондов и экспозиции музея), «Поленово» (Наталья Поленова), Русское географическое общество (Анастасия Чернобровина) и другие.

## Семья
Жена Богданова, Наталия Николаевна  (1931–2015) — скульптор-керамист, Народный художник Российской Федерации (2002).
Сын: Алексей Юрьевич Пищулин (4 июля 1960), режиссёр-документалист, писатель, главный редактор журнала «Мир Музея», директор Федерального центра гуманитарных практик.
Внуки: Степан Алексеевич Неклюдов, Тихон Алексеевич Пищулин.